# Gare de Bristol Temple Meads
Pour les articles homonymes, voir Meads (homonymie).
La gare de Bristol Temple Meads est une gare ferroviaire du Royaume-Uni, située sur le territoire de la ville de Bristol.

## Histoire
La gare a été construite en 1839-1841 pour le Great Western Railway (GWR), le premier chemin de fer de passagers à Bristol, et a été conçue par l'ingénieur Isambard Kingdom Brunel.